# Persone di nome Giuliano
| Questa pagina contiene informazioni ricavate automaticamente dalle voci biografiche con l'ausilio del template Bio e di un bot. L'aggiornamento è periodico e automatico e ricostruisce completamente la pagina. Se manca una persona in questa lista, sei pregato di non aggiungerla, ma accertati piuttosto che la sua voce biografica contenga il template Bio e che i dati anagrafici siano correttamente compilati. Se il template Bio manca, inseriscilo tu stesso o, in alternativa, metti l'avviso {{tmp\|Bio}} che ne segnala la mancanza. Se i dati riportati sono sbagliati, correggi direttamente la voce biografica; le modifiche saranno visibili in questa lista entro pochi giorni. Per chiarimenti vedi il progetto antroponimi. La lista contiene solo le 259 persone che sono citate nell'enciclopedia e per le quali è stato implementato correttamente il template Bio. Pagina aggiornata al 6 ago 2025. |

Questa è una lista di persone presenti nell'enciclopedia che hanno il nome Giuliano, suddivise per attività principale.

## Allenatori di calcio(10)
- Giuliano Andreuzza, allenatore di calcio e ex calciatore italiano (Noventa di Piave, n. 1950)
- Giuliano Biggi, allenatore di calcio e ex calciatore italiano (Carrara, n. 1936)
- Giuliano Castoldi, allenatore di calcio e ex calciatore italiano (Monza, n. 1948)
- Giuliano Gentilini, allenatore di calcio e ex calciatore italiano (Milano, n. 1970)
- Giuliano Giannichedda, allenatore di calcio, dirigente sportivo e ex calciatore italiano (Pontecorvo, n. 1974)
- Giuliano Grandi, allenatore di calcio e calciatore italiano (Arezzo, n. 1922 - Firenze, † 1963)
- Giuliano Lamma, allenatore di calcio e ex calciatore italiano (Roma, n. 1980)
- Giuliano Melosi, allenatore di calcio e ex calciatore italiano (Saronno, n. 1967)
- Giuliano Piovanelli, allenatore di calcio e ex calciatore italiano (Vicchio, n. 1931)
- Giuliano Sonzogni, allenatore di calcio italiano (Zogno, n. 1949)

## Allenatori di pallacanestro(1)
- Giuliano Maresca, allenatore di pallacanestro e ex cestista italiano (Roma, n. 1981)

## Ambientalisti(1)
- Giuliano Tallone, ambientalista italiano (Torino, n. 1965)

## Arbitri di calcio(1)
- Giuliano Acernese, arbitro di calcio italiano (Massa, n. 1928 - † 2003)

## Archeologi(2)
- Giuliano De Marinis, archeologo, etruscologo e restauratore italiano (Firenze, n. 1948 - Ancona, † 2012)
- Giuliano Volpe, archeologo italiano (Terlizzi, n. 1958)

## Architetti(6)
- Giuliano di Baccio d'Agnolo, architetto e scultore italiano (Firenze, n. 1491 - Firenze, † 1555)
- Giuliano Dall'Ò, architetto e saggista italiano (Mel, n. 1955)
- Giuliano di Ascalona, architetto bizantino
- Giuliano Mozzani, architetto e scultore italiano (Carrara - Parma, † 1734)
- Giuliano da Sangallo, architetto, ingegnere militare e scultore italiano (Firenze, n. 1445 - Firenze, † 1516)
- Giuliano de Fazio, architetto e ingegnere italiano (Portici, n. 1773 - Napoli, † 1835)

## Arcivescovi cattolici(4)
- Giuliano Agresti, arcivescovo cattolico italiano (Barberino di Mugello, n. 1921 - Lucca, † 1990)
- Giuliano di Pierfrancesco de' Medici, arcivescovo cattolico italiano (Firenze, n. 1520 - Auriol, † 1588)
- Giuliano Ricci, arcivescovo cattolico italiano (n. 1389 - † 1461)
- Giuliano de' Medici, arcivescovo cattolico italiano (Firenze, n. 1574 - Pisa, † 1636)

## Artisti(1)
- Giuliano Mauri, artista italiano (Lodi Vecchio, n. 1938 - Lodi, † 2009)

## Astronomi(1)
- Giuliano Romano, astronomo e divulgatore scientifico italiano (Treviso, n. 1923 - Treviso, † 2013)

## Attori(4)
- Giuliano Esperati, attore italiano (La Spezia, n. 1933)
- Giuliano Gemma, attore e stuntman italiano (Roma, n. 1938 - Civitavecchia, † 2013)
- Giuliano Grande, attore italiano (Monsummano Terme, n. 1961)
- Giuliano Persico, attore e doppiatore italiano (Sassari, n. 1935 - Roma, † 2013)

## Autori televisivi(1)
- Giuliano Caputi, autore televisivo, giornalista e regista italiano (Milano, n. 1965)

## Avvocati(1)
- Giuliano Spazzali, avvocato e attivista italiano (Trieste, n. 1939)

## Banchieri(1)
- Giuliano Argentario, banchiere e mecenate bizantino

## Bibliotecari(1)
- Giuliano Bonazzi, bibliotecario italiano (Sissa, n. 1863 - Roma, † 1956)

## Calciatori(27)
- Giuliano Albarello, calciatore italiano (Cologna Veneta, n. 1922 - Verona, † 1981)
- Giuliano Belluzzi, ex calciatore italiano (Schivenoglia, n. 1954)
- Giuliano Bertarelli, ex calciatore italiano (Lagosanto, n. 1946)
- Giuliano Borin, calciatore italiano (Conegliano, n. 1922)
- Giuliano Cerato, calciatore argentino (Rio Cuarto, n. 1998)
- Giuliano Fortunato, calciatore italiano (Tricesimo, n. 1940 - Tricesimo, † 2022)
- Giuliano Galoppo, calciatore argentino (Buenos Aires, n. 1999)
- Giuliano Giorgi, calciatore italiano (Carrara, n. 1961 - Livorno, † 2013)
- Giuliano Giovetti, calciatore e disegnatore italiano (Spilamberto, n. 1927 - Milano, † 2012)
- Giuliano Giuliani, calciatore italiano (Roma, n. 1958 - Bologna, † 1996)
- Giuliano, calciatore brasiliano (Curitiba, n. 1990)
- Giuliano Gobetto, calciatore italiano (Firenze, n. 1917)
- Giuliano Groppi, ex calciatore italiano (Mira, n. 1949)
- Giuliano Tadeu Aranda, ex calciatore brasiliano (Santo André, n. 1974)
- Giuliano Maiorana, ex calciatore inglese (Cambridge, n. 1969)
- Giuliano Manfredi, ex calciatore italiano (Reggio nell'Emilia, n. 1952)
- Giuliano Musiello, calciatore italiano (Torviscosa, n. 1954 - Saluzzo, † 2024)
- Giuliano Pez, ex calciatore italiano (Porpetto, n. 1940)
- Giuliano Portilla, ex calciatore peruviano (Callao, n. 1971)
- Giuliano Ragghianti, calciatore italiano (Lucca, n. 1923)
- Giuliano Sarti, calciatore e allenatore di calcio italiano (Castello d'Argile, n. 1933 - Firenze, † 2017)
- Giuliano Simeone, calciatore argentino (Roma, n. 2002)
- Giuliano Taccola, calciatore italiano (Uliveto Terme, n. 1943 - Cagliari, † 1969)
- Giuliano Tagliasacchi, calciatore italiano (Monsummano Terme, n. 1914 - † 1999)
- Giuliano Turatti, ex calciatore italiano (Noventa Vicentina, n. 1933)
- Giuliano Vincenzi, ex calciatore italiano (Casale sul Sile, n. 1949)
- Giuliano Zoratti, calciatore e allenatore di calcio italiano (Udine, n. 1947 - Udine, † 2021)

## Cantanti(1)
- Donatello, cantante italiano (Tortona, n. 1947)

## Cantautori(3)
- Giuliano Dottori, cantautore, polistrumentista e produttore discografico italiano (Montréal, n. 1976)
- Giuliano Palma, cantautore italiano (Milano, n. 1965)
- Giuliano Sangiorgi, cantautore e polistrumentista italiano (Nardò, n. 1979)

## Cardinali(2)
- Giuliano Cesarini, cardinale italiano (Roma, n. 1398 - Varna, † 1444)
- Giuliano Cesarini, cardinale italiano (Roma, n. 1466 - Roma, † 1510)

## Chitarristi(2)
- Giuliano Modarelli, chitarrista italiano (Milano, n. 1977)
- Giuliano Salis, chitarrista italiano (Cagliari, n. 1951)

## Ciclisti(1)
- Giuliano Calore, ciclista, scrittore e musicista italiano (Padova, n. 1938)

## Ciclisti su strada(8)
- Giuliano Bernardelle, ciclista su strada italiano (Vicenza, n. 1937 - † 2023)
- Giuliano Biatta, ex ciclista su strada italiano (Pompiano, n. 1957)
- Giuliano Cazzolato, ex ciclista su strada italiano (Montebelluna, n. 1954)
- Giuliano Dominoni, ex ciclista su strada italiano (Ricengo, n. 1947)
- Giuliano Figueras, ex ciclista su strada italiano (Arzano, n. 1976)
- Giuliano Fontana, ex ciclista su strada italiano (Zugliano, n. 1948)
- Giuliano Michelon, ciclista su strada italiano (Ponzone, n. 1930)
- Giuliano Pavanello, ex ciclista su strada italiano (Musile di Piave, n. 1961)

## Collezionisti d'arte(1)
- Giuliano Gori, collezionista d'arte e imprenditore italiano (Prato, n. 1930 - Firenze, † 2024)

## Compositori(1)
- Giuliano Taviani, compositore italiano (Roma, n. 1969)

## Critici letterari(3)
- Giuliano Baioni, critico letterario e germanista italiano (Voltana di Lugo, n. 1926 - San Donà di Piave, † 2004)
- Giuliano Gramigna, critico letterario, scrittore e poeta italiano (Bologna, n. 1920 - Milano, † 2006)
- Giuliano Manacorda, critico letterario italiano (Roma, n. 1919 - Roma, † 2010)

## Danzatori(1)
- Giuliano Peparini, ballerino, regista teatrale e coreografo italiano (Roma, n. 1973)

## Designer(1)
- Giuliano Biasio, designer italiano

## Diplomatici(1)
- Giuliano Cora, diplomatico italiano (Costigliole d'Asti, n. 1884 - Firenze, † 1968)

## Direttori della fotografia(1)
- Giuliano Giustini, direttore della fotografia italiano (Roma, n. 1940)

## Dirigenti d'azienda(3)
- Giuliano Adreani, dirigente d'azienda italiano (Roma, n. 1942)
- Giuliano Berretta, dirigente d'azienda italiano (Decamerè, n. 1940 - Roma, † 2025)
- Giuliano Zuccoli, dirigente d'azienda italiano (Morbegno, n. 1943 - Milano, † 2012)

## Dirigenti sportivi(2)
- Giuliano Fiorini, dirigente sportivo, allenatore di calcio e calciatore italiano (Modena, n. 1958 - Bologna, † 2005)
- Giuliano Terraneo, dirigente sportivo e ex calciatore italiano (Briosco, n. 1953)

## Doppiatori(2)
- Giuliano Bonetto, doppiatore e attore teatrale italiano (Torino, n. 1971)
- Giuliano Santi, doppiatore e direttore del doppiaggio italiano (Roma, n. 1952)

## Drammaturghi(1)
- Giuliano Scabia, drammaturgo e scrittore italiano (Padova, n. 1935 - Firenze, † 2021)

## Economisti(1)
- Giuliano Segre, economista italiano (Venezia, n. 1940)

## Editori(1)
- Giuliano Allegri, editore italiano (Fidenza, n. 1947)

## Esoteristi(1)
- Giuliano Kremmerz, esoterista italiano (Portici, n. 1861 - Beausoleil, † 1930)

## Esploratori(1)
- Giuliano Giongo, esploratore e alpinista italiano (Merano, n. 1942)

## Filologi(1)
- Giuliano Pisani, filologo classico e storico dell'arte italiano (Verona, n. 1950)

## Filosofi(4)
- Giuliano Di Bernardo, filosofo italiano (Penne, n. 1939)
- Giuliano Falciglia da Salemi, filosofo italiano (Salemi - Messina, † 1459)
- Giuliano il Teurgo, filosofo greco antico
- Giuliano Pontara, filosofo italiano (Cles, n. 1932)

## Fisici(2)
- Giuliano Preparata, fisico italiano (Padova, n. 1942 - Frascati, † 2000)
- Giuliano Toraldo di Francia, fisico italiano (Firenze, n. 1916 - Firenze, † 2011)

## Fotografi(1)
- Giuliano Grittini, fotografo italiano (Corbetta, n. 1951)

## Francescani(1)
- Giuliano di Sant'Agostino, francescano spagnolo (Medinaceli - Alcalá de Henares, † 1606)

## Fumettisti(1)
- Giuliano Piccininno, fumettista italiano (Giffoni Valle Piana, n. 1960)

## Funzionari(2)
- Giuliano, funzionario romano († 363)
- Giuliano, prefetto romano

## Generali(1)
- Giuliano Cassiani Ingoni, generale italiano (Firenze, n. 1896 - Roma, † 1962)

## Geologi(1)
- Giuliano Ruggieri, geologo e paleontologo italiano (Imola, n. 1919 - Rimini, † 2002)

## Giocatori di calcio a 5(1)
- Giuliano Fortini, giocatore di calcio a 5 italiano (Tivoli, n. 1996)

## Giocatori di football americano(1)
- Giuliano Cattaneo, ex giocatore di football americano statunitense (Santa Rosa, n. 1994)

## Giocatori di poker(1)
- Giuliano Bendinelli, giocatore di poker italiano (Genova, n. 1990)

## Giornalisti(6)
- Giuliano De Risi, giornalista italiano (Roma, n. 1945)
- Giuliano Ferrara, giornalista, conduttore televisivo e politico italiano (Roma, n. 1952)
- Giuliano Gerbi, giornalista italiano (Firenze, n. 1905 - Genova, † 1976)
- Giuliano Giubilei, giornalista e politico italiano (Perugia, n. 1953)
- Giuliano Molossi, giornalista italiano (Parma, n. 1954)
- Giuliano Zincone, giornalista e scrittore italiano (Roma, n. 1939 - Roma, † 2013)

## Glottologi(1)
- Giuliano Bonfante, glottologo italiano (Milano, n. 1904 - Roma, † 2005)

## Imprenditori(1)
- Giuliano Besson, imprenditore e ex sciatore alpino italiano (Sauze d'Oulx, n. 1950)

## Incisori(1)
- Giuliano Marco Giampiccoli, incisore italiano (Belluno, n. 1703 - Belluno, † 1759)

## Ingegneri(3)
- Giuliano Anastagi, ingegnere e cartografo italiano († 1746)
- Giuliano Corniani, ingegnere e politico italiano (Buccinigo, n. 1854 - Brescia, † 1919)
- Giuliano Noci, ingegnere italiano (Mantova, n. 1967)

## Karateka(1)
- Giuliano Sartoni, karateka e pilota motociclistico italiano (Granarolo dell'Emilia, n. 1965)

## Linguisti(1)
- Giuliano Soria, linguista e ispanista italiano (Costigliole d'Asti, n. 1951 - Lanzo Torinese, † 2019)

## Magistrati(1)
- Giuliano Grizi, magistrato italiano (Poggio San Marcello, n. 1927 - Biella, † 2014)

## Maratoneti(1)
- Giuliano Battocletti, ex maratoneta e mezzofondista italiano (Cles, n. 1975)

## Matematici(1)
- Giuliano Frullani, matematico e ingegnere italiano (Livorno, n. 1795 - Firenze, † 1834)

## Medici(2)
- Giuliano Avanzini, medico e neurofisiologo italiano (Milano, n. 1937)
- Giuliano Vanghetti, medico italiano (Greve in Chianti, n. 1861 - Empoli, † 1940)

## Militari(7)
- Giuliano Dell'Antonio, militare e partigiano italiano (Trieste, n. 1912 - Trieste, † 2006)
- Giuliano Gioia, militare e aviatore italiano (Firenze, n. 1917 - Mar Mediterraneo, † 1941)
- Giuliano, militare romano (Gerusalemme, † 70)
- Giuliano Guazzelli, militare italiano (Gallicano, n. 1934 - Agrigento, † 1992)
- Giuliano Prini, ufficiale italiano (Roma, n. 1910 - Atlantico, † 1941)
- Giuliano Ricci Lotteringi del Riccio, militare e politico italiano (Firenze, n. 1861 - Vicopisano, † 1944)
- Giuliano Slataper, militare italiano (Trieste, n. 1922 - Arnautowo, † 1943)

## Monaci cristiani(1)
- Giuliano Saba, monaco cristiano e santo greco antico (Anatolia - Edessa, † 377)

## Nobili(5)
- Giuliano Cesarini, nobile italiano (Roma, n. 1491 - Roma, † 1566)
- Giuliano Cesarini, nobile italiano (Roma, n. 1572 - Roma, † 1613)
- Giuliano Cesarini, nobile italiano (Civitanova Marche, n. 1618 - Genzano, † 1665)
- Giuliano Colonna di Stigliano, I principe di Sonnino, nobile italiano (Roma, n. 1671 - Napoli, † 1732)
- Giuliano de Grenier, nobiluomo francese († 1275)

## Pallanuotisti(2)
- Giuliano Mattiello, pallanuotista italiano (Napoli, n. 1992)
- Giuliano Spatuzzo, pallanuotista italiano (Salerno, n. 1997)

## Pallavolisti(1)
- Giuliano Agazzi, ex pallavolista italiano (Castelleone, n. 1968)

## Partigiani(2)
- Giuliano Cozzani, partigiano italiano (Riccò del Golfo di Spezia, n. 1921 - La Spezia, † 2021)
- Giuliano Vassalli, partigiano, giurista e politico italiano (Perugia, n. 1915 - Roma, † 2009)

## Patrioti(1)
- Giuliano Venturini, patriota e scrittore italiano (Magasa, n. 1820 - Bezzecca, † 1890)

## Piloti automobilistici(1)
- Giuliano Alesi, pilota automobilistico francese (Avignone, n. 1999)

## Piloti di rally(1)
- Giuliano Mazzoni, pilota di rally italiano (Forlì, n. 1950)

## Piloti motociclistici(1)
- Giuliano Covezzi, pilota motociclistico italiano (Scandiano, n. 1978)

## Pirati(1)
- Giuliano Gattilusio, pirata italiano (Mitilene, n. 1435 - † 1480)

## Pittori(16)
- Giuliano Bugiardini, pittore italiano (Firenze, n. 1476 - Firenze, † 1555)
- Giuliano Castellani, pittore italiano (Firenze - Pisa, † 1543)
- Giuliano Collina, pittore italiano (Intra, n. 1938)
- Giuliano Cotellessa, pittore e artista italiano (Pescara, n. 1962)
- Giuliano Geleng, pittore italiano (Roma, n. 1949 - Roma, † 2020)
- Giuliano Ghelli, pittore e scultore italiano (Firenze, n. 1944 - San Pancrazio, † 2014)
- Giuliano da Rimini, pittore italiano
- Pesello, pittore italiano (Firenze, n. 1367 - Firenze, † 1446)
- Giuliano Giuman, pittore e scultore italiano (Perugia, n. 1944)
- Giuliano Periccioli, pittore, incisore e cartografo italiano (Siena, n. 1600 - Firenze)
- Giuliano Pozzobonelli, pittore italiano
- Giuliano Presutti, pittore italiano
- Giuliano di Simone, pittore italiano
- Giuliano Traballesi, pittore e incisore italiano (Firenze, n. 1727 - Milano, † 1812)
- Giuliano Vangi, pittore, scultore e insegnante italiano (Barberino di Mugello, n. 1931 - Pesaro, † 2024)
- Giuliano Volpi, pittore italiano (Clusone, n. 1838 - Pontevico, † 1913)

## Poeti(2)
- Giuliano Logos, poeta, rapper e attivista italiano (Bari, n. 1993)
- Giuliano Rossi, poeta italiano (Sestri Ponente - † 1657)

## Politici(20)
- Giuliano Amato, politico e giurista italiano (Torino, n. 1938)
- Giuliano Barbolini, politico italiano (Carpi, n. 1945)
- Giuliano Bignasca, politico e imprenditore svizzero (Sonvico, n. 1945 - Canobbio, † 2013)
- Giuliano Boffardi, politico e scrittore italiano (Genova, n. 1946 - Genova, † 2025)
- Giuliano Bollo, politico italiano (Deiva, n. 1792 - Deiva, † 1878)
- Giuliano Cazzola, politico e giornalista italiano (Bologna, n. 1941)
- Giuliano Cellini, politico italiano (Magione, n. 1947)
- Giuliano De Laurentiis, politico italiano (Altidona, n. 1923 - † 1973)
- Giuliano Gozi, politico e militare sammarinese (Città di San Marino, n. 1894 - Città di San Marino, † 1955)
- Giuliano Gradi, politico italiano (Mantova, n. 1933 - Mantova, † 2014)
- Giuliano Gusso, politico italiano (San Donà di Piave, n. 1925 - † 1987)
- Giuliano Pajetta, politico, antifascista e partigiano italiano (Torino, n. 1915 - Livorno, † 1988)
- Giuliano Pazzaglini, politico italiano (Camerino, n. 1968)
- Giuliano Pedulli, politico italiano (Forlì, n. 1946)
- Giuliano Pisapia, politico, avvocato e giornalista italiano (Milano, n. 1949)
- Giuliano Poletti, politico italiano (Imola, n. 1951)
- Giuliano Silvestri, politico italiano (San Benedetto del Tronto, n. 1942 - Ascoli Piceno, † 2020)
- Giuliano Urbani, politico e politologo italiano (Perugia, n. 1937)
- Giuliano Zoso, politico italiano (Valdagno, n. 1942)
- Giuliano de' Medici, politico italiano (Firenze, n. 1453 - Firenze, † 1478)

## Poliziotti(2)
- Giuliano Tavaroli, carabiniere italiano (Albenga, n. 1959)
- Giuliano Zaccardelli, poliziotto italiano (Prezza, n. 1947)

## Presbiteri(2)
- Giuliano Dacij, presbitero ucraino (Korelyči, n. 1863 - Ternava, † 1947)
- Giuliano Nakaura, presbitero giapponese (Nakaura, n. 1568 - Nagasaki, † 1633)

## Produttori discografici(1)
- Giuliano Boursier, produttore discografico, arrangiatore e direttore d'orchestra italiano (Napoli, n. 1973)

## Registi(5)
- Giuliano Biagetti, regista e sceneggiatore italiano (La Spezia, n. 1925 - Roma, † 1998)
- Giuliano Carnimeo, regista e sceneggiatore italiano (Bari, n. 1932 - Roma, † 2016)
- Giuliano Cenci, regista italiano (Firenze, n. 1931 - Borgo San Lorenzo, † 2018)
- Giuliano Montaldo, regista, sceneggiatore e attore italiano (Genova, n. 1930 - Roma, † 2023)
- Giuliano Vasilicò, regista e drammaturgo italiano (Reggio Emilia, n. 1940 - Roma, † 2015)

## Religiosi(4)
- Giuliano Brigantino, religioso e teologo italiano (Colle di Val d'Elsa - † 1551)
- Frate Giuliano, religioso e esploratore ungherese (Ungheria)
- Giuliano da Valle, religioso italiano (Valle d'Istria - Valle d'Istria)
- Giuliano Ughi della Cavallina, religioso e scrittore italiano (Cavallina di Mugello, n. 1483 - Bosco ai Frati, † 1569)

## Santi(2)
- Giuliano l'ospitaliere, santo fiammingo
- Giuliano di Sora, santo romano (Dalmazia - Sora, † 161)

## Scenografi(2)
- Giuliano Pannuti, scenografo italiano (Ivrea, n. 1973)
- Giuliano Tullio, scenografo italiano (San Donato Val di Comino, n. 1939 - Cassino, † 2024)

## Schermidori(1)
- Giuliano Nostini, schermidore italiano (Roma, n. 1912 - Bressanone, † 1983)

## Sciatori alpini(3)
- Giuliano Giardini, ex sciatore alpino italiano (Como, n. 1960)
- Giuliano Razzoli, ex sciatore alpino italiano (Reggio Emilia, n. 1984)
- Giuliano Talmon, sciatore alpino italiano (n. 1935)

## Scrittori(6)
- Giuliano Compagno, scrittore e saggista italiano (Roma, n. 1959)
- Giuliano da Empoli, scrittore italiano (Neuilly-sur-Seine, n. 1973)
- Giuliano Dego, scrittore, poeta e traduttore italiano (Novate Mezzola, n. 1932 - Colico, † 2020)
- Giuliano Pasini, scrittore italiano (Vignola, n. 1974)
- Giuliano Pavone, scrittore italiano (Taranto, n. 1970)
- Giuliano Turone, scrittore e ex magistrato italiano (Santa Margherita Ligure, n. 1940)

## Scultori(4)
- Giuliano Finelli, scultore italiano (Carrara, n. 1602 - Roma, † 1653)
- Giuliano da Maiano, scultore, architetto e ingegnere militare italiano (Maiano - Napoli, † 1490)
- Giuliano Fiorentino, scultore italiano (Poggibonsi)
- Giuliano Mancino, scultore italiano (Carrara - Palermo, † 1519)

## Sociologi(1)
- Giuliano Piazzi, sociologo italiano (Bologna, n. 1933 - Bologna, † 2014)

## Sovrani(1)
- Giuliano de' Medici, duca di Nemours, sovrano e poeta italiano (Firenze, n. 1479 - Firenze, † 1516)

## Stilisti(1)
- Giuliano Ravizza, stilista, imprenditore e medico italiano (Pavia, n. 1926 - Pavia, † 1992)

## Storici(1)
- Giuliano Procacci, storico, politologo e politico italiano (Assisi, n. 1926 - Firenze, † 2008)

## Storici dell'arte(1)
- Giuliano Briganti, storico dell'arte italiano (Roma, n. 1918 - Roma, † 1992)

## Tenori(2)
- Giuliano Bernardi, tenore italiano (Ravenna, n. 1939 - Ravenna, † 1977)
- Giuliano Ciannella, tenore italiano (Campi Salentina, n. 1943 - Ferrara, † 2008)

## Teologi(1)
- Giuliano di Eclano, teologo e vescovo cattolico romano (Ceglie Messapica)

## Terroristi(1)
- Giuliano Naria, terrorista, giornalista e scrittore italiano (Genova, n. 1947 - Milano, † 1997)

## Truccatori(1)
- Giuliano Laurenti, truccatore italiano (n. 1922 - † 1986)

## Vescovi(5)
- Giuliano di Alessandria, vescovo greco antico (Egitto - Alessandria d'Egitto, † 189)
- Giuliano di Alicarnasso, vescovo
- Giuliano di Toledo, vescovo, scrittore e santo spagnolo (Toledo - Toledo, † 690)
- Giuliano di Le Mans, vescovo e santo francese (Sarthe)
- Giuliano di Antiochia, vescovo greco antico († 476)

## Vescovi cattolici(6)
- Giuliano Brugnotto, vescovo cattolico italiano (Carbonera, n. 1963)
- Giuliano Dati, vescovo cattolico e poeta italiano (Firenze - Roma, † 1523)
- Giuliano Frigeni, vescovo cattolico e missionario italiano (Bergamo, n. 1947)
- Giuliano di Cuenca, vescovo cattolico e santo spagnolo (Burgos, n. 1128 - Cuenca, † 1208)
- Giuliano Soderini, vescovo cattolico e diplomatico italiano (Firenze, n. 1491 - Saintes, † 1544)
- Giuliano Tornabuoni, vescovo cattolico italiano (Firenze, n. 1454)

## Violinisti(1)
- Giuliano Carmignola, violinista italiano (Treviso, n. 1951)

## Senza attività specificata(8)
- Giuliano Bertuccioli, sinologo e diplomatico italiano (Roma, n. 1923 - Roma, † 2001)
- Giuliano Ceccoli, ex tiratore a segno sammarinese (n. 1949)
- Giuliano Dami, italiano (Mercatale in Val di Pesa, n. 1683 - Firenze, † 1750)
- Giuliano, greco antico (Egina - Gozzano, † 391)
- Giuliano di Brioude, francese (Vienne - Brioude, † 304)
- Giuliano, romano († 411)
- Giuliano di Anazarbo, romano (Anazarbo, n. 231 - Anazarbo)
- Giuliano ben Sabar, bizantino († 531)